# Мін'ю-Мару
Мін'ю-Мару (Minyu Maru) — транспортне судно, яке під час Другої світової війни брало участь у операціях японських збройних сил на Тихому океані.
Невеликі вантажні судна, до яких належало «Мін'ю-Мару», активно використовувались японським командуванням для каботажних перевезень до баз, що були наближені до лінії фронту (малі розміри та незначна вантажоємність таких суден зменшували ймовірність того, що їх рух приверне увагу ворожих сил).
Станом на середину червня 1944-го «Мін'ю-Мару» перебувало в Соронзі — значному японському гарнізоні на північно-західному завершенні півострова Чендравасіх (північно-західна частина Нової Гвінеї). 16 червня літаки союзників завдали потужного удару по аеродрому Соронга, а 17 червня бомбардувальники В-25 обрали за головну ціль судна. Після нальоту пілоти відзвітувались про потоплення 5 та пошкодження 1 транспорту загальним тоннажем 10 тисяч тонн. Фактично їм вдалось потопили три транспорти загальним тоннажем дещо менше за 2 тисячі тонн, одним з яких виявився «Мін'ю-Мару».